# Şahika Tekand
Şahika Tekand (geboren 1959 in Izmir) ist eine türkische Schauspielerin und Theaterregisseurin.

## Leben
Şahika Tekand studierte Schauspiel an der Fakultät der Darstellenden Künste der Dokuz Eylül Üniversitesi in Izmir, was sie 1984 abschloss und wo sie 1986 promovierte. Danach arbeitete sie als Theater- und Filmschauspielerin und hat bisher in fünfzehn Filmen mitgewirkt. Daneben erarbeitete sie Performances. 1988 gründete sie „Studio“, eine Ausbildungsstätte für Schauspieler und Künstler, in Istanbul (Nişantaşı), an der sie ihre eigene Methode lehrt, die auch in ihren Inszenierungen zur Geltung kommt. Um diese zu realisieren, gründete sie 1990 das Theaterensemble „Studio Oyunculari“. Ihre Regie orientiert sich an der Arbeit des griechischen Regisseurs Theodoros Terzopoulos, die sie 1990 kennenlernte.
Mit „Studio Oyunculari“ hat sie zunächst eine Reihe von Produktionen fremder Texte erarbeitet und begann 1992 mit Samuel Becketts „Glückliche Tage“. Ab 1996 inszenierte sie dann vor allem eigene Bearbeitungen: „Die Verwandlung zu Nashörnern“ (nach Ionesco), in den Jahren 2000 „(Spiel)er“ und 2002 bis 2006 eine „Ödipus-Trilogie“: „Wo ist Ödipus?“, „Ödipus im Exil“ und „Eurydikes Schrei“. „Furcht vor der Finsternis“ wurde bei der Theaterbiennale 2008 in Wiesbaden aufgeführt. Im Jahr 2010 produzierte sie unter dem Titel „Vergessen in 10 Schritten“ ihren „Anti-Prometheus“ als Anteil einer „Promethiade“ der Kulturhauptstadtprojekte RUHR.2010 und Istanbul und des „Athens Festival“.